# باب رادرفورد
باب رادرفورد (انگلیسی: Bob Rutherford؛ زادهٔ ۱۸۷۸) بازیکن فوتبال اهل بریتانیا است.
از باشگاه‌هایی که در آن بازی کرده‌است می‌توان به باشگاه فوتبال نیوکاسل یونایتد اشاره کرد.